# Aristote Kavungu
 (août 2019).
Si vous disposez d'ouvrages ou d'articles de référence ou si vous connaissez des sites web de qualité traitant du thème abordé ici, merci de compléter l'article en donnant les références utiles à sa vérifiabilité et en les liant à la section « Notes et références ».
Aristote Kavungu, né le 21 mai 1962, au Zaïre de parents angolais, est un écrivain franco-ontarien.

## Biographie
Aristote Kavungu est finaliste au prix Anne-Hébert pour son livre L'Adieu à San Salvador en 2001. En 2003, à la suite de la parution de son livre Un train pour l'Est, il est d'abord finaliste au prix des lecteurs de Radio Canada, puis remporte le grand prix du Salon du livre de Toronto.
Scénariste diplômé de l'Institut national de l'image et du son (INIS) de Montréal, il est auteur du court-métrage Pour l'amour d'Aicha. En 2006, il est respectivement membre du jury des Prix Trillium et le Gouverneur général. Prix Primaco de mérite afro-caraibéen de l’Ontario en 2005. Aristote Kavungu enseigne le français langue et littérature à Whitby  et coanime l'émission culturelle Franco-Hebdo à la radio CHOQ FM.
Il publie aux Éditions l'Harmattan deux romans, Une petite saison au Congo (2010) et Il ne s'est presque rien passé ce jour-là (2015). Il publie en 2016 aux éditions Edilivre en France un recueil de poèmes intitulé C'est l'histoire d'un enfant qu'on ne raconte pas aux enfants, ainsi qu'un recueil de nouvelles, Dame-pipi blues, aux Éditions du Vermillon (2016).